# Gebäudeklasse
In Deutschland werden Gebäude gemäß den Landesbauordnungen der einzelnen Bundesländer in Gebäudeklassen eingeteilt. Die Einstufung eines Gebäudes in eine Gebäudeklasse (GKL) richtet sich nach der Höhe und nach der Fläche des Gebäudes. Die Einteilung der Gebäude in verschiedene Gebäudeklassen bringt unterschiedliche Anforderungen an Baustoff- und Bauteilanforderungen mit sich. Je höher die Gebäudeklasse ist, desto strenger sind im Allgemeinen die Anforderungen an die Feuerwiderstandsdauer der Bauteile.
Die Gebäudeklassen sind in jedem Bundesland in der jeweiligen Landesbauordnung geregelt. Die Definition der Gebäudeklassen gleichen bis auf wenige Ausnahmen jenen in §2 der Musterbauordnung. Die Einteilung in Gebäudeklassen stellt ein zentrales Werkzeug des Bauordnungsrechts dar. Von ihr darf im Zuge der Erstellung eines Brandschutzkonzepts nicht abgewichen werden. Z.B. darf ein Gebäude, das regulär in GKL 5 einzuordnen wäre, auch nicht mit kompensierenden Maßnahmen als GKL 4 behandelt werden.
Die Einstufung in eine bestimmte Gebäudeklasse sowie als Sonderbau, an den nutzungsabhängig zusätzliche materielle Anforderungen gestellt werden, erfolgt völlig unabhängig voneinander. Beispielsweise kann ein freistehender Kindergarten mit einer Grundfläche bis zu 400 m² Gebäudeklasse 1 und gleichzeitig Sonderbau sein.

## Gebäudeklassen nach Musterbauordnung
- Gebäudeklasse 1
  - 1a) freistehende Gebäude mit einer Höhe bis zu 7 m und nicht mehr als zwei Nutzungseinheiten von insgesamt nicht mehr als 400 m²
  - 1b) freistehende land- oder forstwirtschaftlich genutzte Gebäude
- Gebäudeklasse 2) Gebäude mit einer Höhe bis zu 7 m und nicht mehr als zwei Nutzungseinheiten von insgesamt nicht mehr als 400 m²
- Gebäudeklasse 3) sonstige Gebäude mit einer Höhe bis zu 7 m
- Gebäudeklasse 4) Gebäude mit einer Höhe bis zu 13 m und Nutzungseinheiten mit jeweils nicht mehr als 400 m²
- Gebäudeklasse 5) sonstige Gebäude einschließlich unterirdischer Gebäude

Die Höhenangaben in den folgenden Gebäudeklassen der Musterbauordnung bezeichnen die Höhe der Fußbodenoberkante des höchstgelegenen Geschosses, in dem ein Aufenthaltsraum möglich ist, bezogen auf das mittlere Geländeniveau.
Die Grundflächen der Nutzungseinheiten im Sinne dieses Gesetzes sind die Brutto-Grundflächen; bei der Berechnung der Brutto-Grundflächen nach Satz 1 bleiben Flächen in Kellergeschossen außer Betracht.

## Besonderheiten der Länder

### Brandenburg
Wird ein Nebengebäude an Gebäude der Gebäudeklasse 1 angebaut, verändert sich die Gebäudeklasse nicht, wenn das Nebengebäude nach § 61 Absatz 1 Nummer 1 Buchstabe c oder Buchstabe d genehmigungsfrei ist.

### Hessen
Angebaute Kleingaragen und untergeordnete Gebäude für Abstellzwecke, die einen Grenzabstand von 2,50 m einhalten, ändern die Eigenschaft freistehend in Satz 1 Nr. 1 nicht.